# Rémi Himbert
Pour les articles homonymes, voir Himbert.
Rémi Himbert, né le 29 février 2008 à Saint-Avold, est un footballeur français qui joue au poste d'ailier à l'Olympique lyonnais.

## Biographie

### Carrière en club
Né à Saint-Avold en France, Rémi Himbert est formé par l'Olympique lyonnais, où il s'illustre d'abord en équipes de jeunes avec le club de championnat de France, en étant surclassé avec les moins de 19 ans dès 2024.

### Carrière en sélection
Rémi Himbert est international junior avec l'équipe de France des moins de 17 ans à partir de septembre 2024.
Il est convoqué avec l'équipe de France des moins de 17 ans pour participer au championnat d'Europe des moins de 17 ans 2025, qui a lieu en mai et juin,. Himbert s'illustre dès le premier match de l'Euro en étant passeur décisif lors de la victoire 3-0 contre l'Allemagne. Il joue sur l'aile gauche et l'aile droite et est auteur d'une nouvelle passe décisive contre la Belgique. Il joue titulaire lors de l'intégralité des matchs de la compétition, c'est-à-dire 5, à l'exception d'un match de poule contre l'Albanie.
La France atteint la finale de la compétition après sa victoire 3-2 face à la Belgique,. En finale, lors de la défaite 3-0 contre le Portugal, il est titulaire et sort à la 77e minute.

## Palmarès
| France -16 ans (1)                           | France -17 ans                                     |
| -------------------------------------------- | -------------------------------------------------- |
| - Tournoi de Montaigu (1) - Vainqueur : 2024 | - Championnat d'Europe -17 ans - Finaliste : 2025. |